# Масејо
Масејо (порт. Maceió) град је у Бразилу у савезној држави Алагоас. Према процени из 2007. у граду је живело 874.014 становника.

## Становништво
Према процени из 2007. у граду је живело 874.014 становника.
| 1991.   | 2000.   |
| ------- | ------- |
| 629,041 | 797,759 |

## Партнерски градови
- Лука